# 8e cérémonie des Central Ohio Film Critics Association Awards
La 8e cérémonie des Central Ohio Film Critics Association Awards, décernés par la Central Ohio Film Critics Association, a eu lieu le 7 janvier 2010, et a récompensé les films réalisés l'année précédente.

## Palmarès

### Top 10 des meilleurs films
1. In the Air (Up in the Air)
2. Là-haut (Up)
3. Une éducation (An Education)
4. Fantastic Mr. Fox
5. Inglourious Basterds
6. Démineurs (The Hurt Locker)
7. In the Loop
8. (500) jours ensemble ((500) Days of Summer)
9. A Serious Man
10. A Single Man

### Meilleur réalisateur
- Jason Reitman pour In the Air (Up in the Air)
  - Quentin Tarantino pour Inglourious Basterds

### Meilleur acteur
- George Clooney pour le rôle de Ryan Bingham dans In the Air (Up in the Air)
  - Jeff Bridges pour le rôle de Bad Blake dans Crazy Heart

### Meilleure actrice
- Carey Mulligan pour le rôle de Jenny Miller dans Une éducation (An Education)
  - Charlotte Gainsbourg pour le rôle de la femme dans Antichrist

### Meilleur acteur dans un second rôle
- Christoph Waltz pour le rôle du colonel Hans Landa dans Inglourious Basterds
  - Peter Capaldi pour le rôle de Malcolm Tucker dans In the Loop

### Meilleure actrice dans un second rôle
- Mo'Nique pour le rôle de Mary Lee Johnston dans Precious (Precious: Based on the Novel 'Push' by Sapphire)
  - Mélanie Laurent pour le rôle de Shosanna Dreyfus dans Inglourious Basterds

### Meilleure distribution
- Inglourious Basterds
  - In the Air (Up in the Air)

### Acteur de l'année
(pour l'ensemble de son travail en 2009)
- George Clooney – Fantastic Mr. Fox, In the Air (Up in the Air) et Les Chèvres du Pentagone (The Men Who Stare at Goats)
  - Woody Harrelson – The Messenger et Bienvenue à Zombieland (Zombieland)

### Artiste le plus prometteur
- Carey Mulligan – Une éducation (An Education) (actrice)
  - Neill Blomkamp – District 9 (scénario et réalisation)

### Meilleur scénario original
- Inglourious Basterds – Quentin Tarantino
  - Là-haut (Up) – Pete Docter et Bob Peterson

### Meilleur scénario adapté
- In the Air (Up in the Air) – Jason Reitman et Sheldon Turner
  - Fantastic Mr. Fox – Wes Anderson et Noah Baumbach

### Meilleure photographie
- Inglourious Basterds – Robert Richardson
  - Antichrist – Anthony Dod Mantle

### Meilleure musique de film
- Là-haut (Up) – Michael Giacchino
  - Max et les maximonstres (Where the Wild Things Are) – Carter Burwell et Karen Orzolek

### Meilleur film en langue étrangère
- Valse avec Bachir (ואלס עם באשיר) •  Israël
  - L'Heure d'été •  France

### Meilleur film d'animation
- Là-haut (Up)
  - Fantastic Mr. Fox

### Meilleur film documentaire
- Anvil ! (Anvil! The Story of Anvil)
  - The Cove

### Meilleur film passé inaperçu
- Goodbye Solo
  - Moon